# Свободный (Павловский район, Краснодарский край)
Свободный — посёлок в Павловском районе Краснодарского края.
Входит в состав Северного сельского поселения.

## Население
| 2002 | 2010 |
| ---- | ---- |
| 268  | ↘134 |

- ул. Береговая,
- ул. Мира.